# ارنست ریموند
ارنست ریموند (انگلیسی: Ernest Raymond؛ ۳۱ دسامبر ۱۸۸۸ – ۱۹۷۴) یک نویسنده اهل بریتانیا بود.